# Кутище (Любарский район)
Кутище (укр. Кутище) — село на Украине, основано в 1496 году, находится в Любарском районе Житомирской области.
Код КОАТУУ — 1823183602. Население по переписи 2001 года составляет 290 человек. Почтовый индекс — 13114. Телефонный код — 4147. Занимает площадь 9,328 км².

## Адрес местного совета
13114, Житомирская область, Любарский р-н, с.Липно, ул.Советская, 8

## История
В русско-польской войне (1654—1667) точное место Битвы под Любаром — победы поляков Станислава «Реверы» Потоцкого над армией Василия Шереметева. Решительным факторам, благодаря которому поляки одержали победу вопреки значительному численному перевесу российской стороны, стали гусары.
В конце девятнадцатого века — собственность польского дворянского рода Краевских.